# 竹叶吉祥草
竹叶吉祥草（学名：Spatholirion longifolium）为鸭跖草科竹叶吉祥草属的植物。分布于中国大陆的广东、湖北、福建、广西、云南、四川、江西、湖南、贵州等地，生长于海拔400米至2,700米的地区，见于山谷密林下，目前尚未由人工引种栽培。

## 别名
秦归（四川） 马耳草（云南蒙自） 白龙须（云南潞西） 猪叶菜